# Al-Ahli Nabatäa
Der al-Ahli Klub Nabatäa ist ein libanesischer Fußballklub aus der Stadt Nabatäa.

## Geschichte
Der Klub wurde im Jahr 1968 gegründet. Die Mannschaft spielte in der Saison 2000/01 in der Dritten Division. In der Spielzeit 2005/06 findet man sich dann in der zweiten Liga wieder, wo man knapp die Aufstiegsplätze verpasste. Hier gelingt der Mannschaft nach der Spielzeit 2008/09 noch einmal ein erster Platz in einer Gruppe. In den Playoffs um den Aufstieg kann man jedoch nicht mithalten und landete hier auf dem letzten Platz. So ging es auch in den nächsten Jahren weiter. Zumindest gelang es des Öfteren im FA Cup zu spielen, weiter als bis ins Achtelfinale ging es aber hier auch nie.